# 8979 Clanga
A 8979 Clanga (ideiglenes jelöléssel 3476 T-3) a Naprendszer kisbolygóövében található aszteroida. Cornelis Johannes van Houten, Ingrid van Houten-Groeneveld és Tom Gehrels fedezte fel 1977. október 16-án.